# Hyperthelia
Hyperthelia, rod jednogodišnjeg raslinja i trajnica iz porodice trava smješten u podtribus Andropogoninae, dio tribusa Andropogoneae. 
Pripada mu šest vrsta rasprostranjenih po tropskoj Africi, od čega su 3 endemi Srednjoafričke Republike, a jedna endem iz Južnog Sudana.

## Vrste
1. Hyperthelia colobantha Clayton, Srednjoafrička Republika
2. Hyperthelia cornucopiae (Hack.) Clayton
3. Hyperthelia dissoluta (Nees ex Steud.) Clayton. Najrasprostranjenija, uvezena i u Meksiko, Gvatemalu, Salvador, Honduras, Nikaragvu, Kolumbiju i Brazil.
4. Hyperthelia edulis (C.E.Hubb.) Clayton, Južni Sudan
5. Hyperthelia kottoensis Desc. & Mazade, Srednjoafrička Republika
6. Hyperthelia polychaeta Clayton, Srednjoafrička Republika